# يرد جمال (بالش)
يرد جمال (بالفارسية: یردجمال) هي قرية تقع في إيران في البلدة المركزية. يقدر عدد سكانها بـ 199 نسمة بحسب إحصاء 2016.